# Brachynema germarii
Brachynema germarii ist eine Wanzenart aus der Familie der Baumwanzen (Pentatomidae).

## Merkmale
Die grünlich gefärbten Wanzen werden 11 bis 14 Millimeter lang. Sie besitzen eine länglich ovale Gestalt. Die vorderen Seiten des Halsschildes sowie das Connexivum (auf der Seite sichtbarer Teil des Abdomens) sind gelb oder rötlich gefärbt. Das untere Ende des spitz zusammenlaufenden Schildchens (Scutellum) ist gelb. Die Membran ist transparent.

## Verbreitung
Die Art ist im Mittelmeerraum verbreitet, aber selten.
Das Verbreitungsgebiet reicht von Spanien über Südfrankreich, Italien, Griechenland, Zypern bis in den Mittleren Osten (Iran).

## Lebensweise
Einen typischen Lebensraum der Wanzenart bilden die salzhaltigen Sumpfgebiete in der Küstenregion des Mittelmeeres. Man findet die Wanzen an verschiedenen Pflanzen: Meerträubel (Ephedra), Artemisia, Anabasis, Atriplex hastata, Wurmförmiges Salzkraut (Salsola vermiculata), Ölweiden (Elaeagnus), Alhagistrauch, Parrotia persica, Limoniastrum guyonianum, Bohnenähnliches Jochblatt (Zygophyllum fabago). Im Mittleren Osten gilt die Wanzenart als ein Schädling, der Fraßschäden in Pistazienplantagen anrichtet. Flugzeit der adulten Wanzen ist im Spätsommer (August und September).

## Ähnliche Arten
Brachynema cinctum sieht Brachynema germarii sehr ähnlich, ist jedoch kürzer und besitzt eine weniger schlanke Gestalt.

## Systematik
Aus der Literatur ist das folgende Synonym bekannt:
- Rhaphigaster germarii Kolenati, 1846